# Чесме Центра и Ракијске пијаце
Чесме Центра и Ракијске пијаце су задужбине разних еснафа и знаменитих личности Ужица. Најпознатије међу њима су Чесма Опанчарског еснафа, Чесма Трговачко–занатлијског еснафа, Чесма Пекарско-механског еснафа, Аљова чесма, Чесма Слануша, на Слануши која је име добила по сланастом укусу воде. Чесме задужбине еснафа у највећем броју су основане 1896. године.

## Историјат задужбинара

### Еснафи у Ужицу
Ради заштите економских интереса, у првом реду, од конкуренције турских занатлија, стварају се еснафска удружења. Још пре доношења еснафске одлуке, 1840. године, у Ужицу је основан Табачко-ћебаџијски еснаф, а затим Механско-пекарски. Еснафска уредба из 1847. године отвара пут интензивнијем и бржем оснивању еснафских организација у Србији и у Ужицу.
Трговци и бакали удружују се у еснаф 1847. године, обућари 16. новембра 1852, абаџије, терзије, дунђери, зидари и опанчари 1853. године, сарачи 1862. Ужички трговци: Јован Дамјановић, Арсеније Ранчевић, Периша Вукотић, Милован Марјановић, Томо Јовановић, Михаило Марић и Јевђеније Лазаревић захтевају од Народне скупштине 3. септембра 1864. године да се у чаршији оснује трговачки еснаф, “па да нико трговину шпекулативну не предузима, који од еснафа на то право не добује”. Мешовити еснаф основан је 1865. године

## Попис чесама

### Уклоњене чесме
- Чесма код Јевђове пекаре
- Чесма у дворишту куће поч. Грозде Дамјановић
- Липска чесма (Чесма на Липи)
- Крива чесма
- Ђерасимовића чесма
- Котлајића чесма (Липска чесма)
- Чесма код старе цркве
- Кадинац (Кадињац)
- Студенац
- Шајковића чесма
- Кубуровина
- Радишића чесма
- Табана[2]

### Активне чесме
- Чесма Пекарско-механског еснафа (задужбина)
- Аљова чесма (задужбина)
- Опанчарска чесма (задужбина)
- Чесма Трговачко–занатлијског еснафа(задужбина)
- Слануша (извор)
- Крушчица (чесма каптирана)[2]